# 대한민국디자인전람회

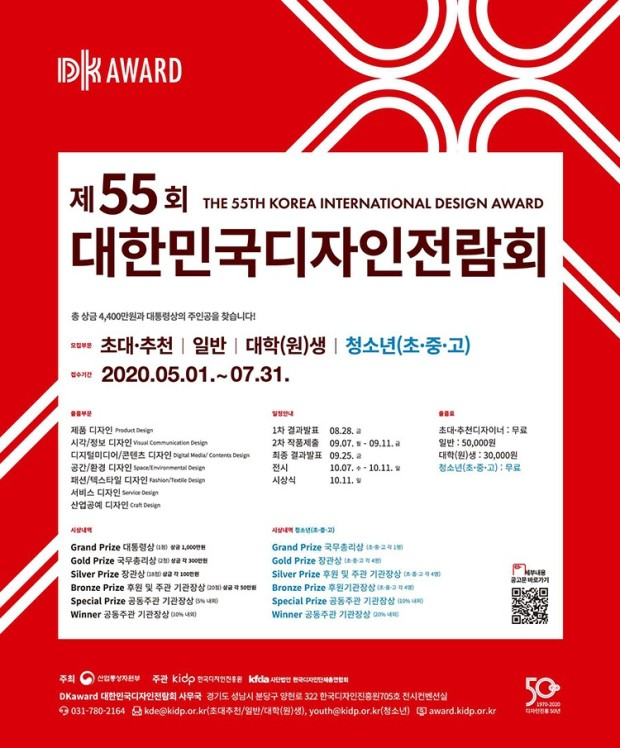
제55회 대한민국디자인전람회 포스터

대한민국디자인전람회는 산업통상자원부가 주최하고 한국디자인진흥원 및 한국디자인단체총연합회가 공동으로 주관하는 디자인 어워드로서 1966년에 처음 시작되어 2020년 55회째를 맞이했다. 2020년도부터는 1994년부터 별도로 시행해 오던 한국청소년디자인전람회를 통합하여 운영하고 있다.

## 역사

### 대한민국상공미술전람회(1966~1976년, 제1~11회)
- 대한민국상공미술전람회는 상공부가 주최하고 대한상공회의소가 주관하여 디자인의 후진성을 만회하고, 수출증진을 기하고, 우수한 디자인의 창안기조를 배양하려는 목적으로 1966년 처음 시행되었다.[2]

- 1970년 재단법인 한국디자인포장센터가 발족된 후[3], 1971년도에 개최된 제6회부터는 그 업무를 한국디자인포장센터에서 주관하게 되었다.
- 또한 1973년 2월 5일 대통령령 제6486호로 세부 규정이 마련되었다.[4]

### 대한민국산업디자인전람회(1977~2006년, 제12~41회)
- 1970년대 디자인이라는 분야가 점점 정립되어 가면서 《상공미전》이란 명칭은 시대에 뒤떨어지고 부적합하다는 지적에 따라 1976년 9월 18일 대통령령 제8249호에 의거 ‘대한민국산업디자인전람회’로 명칭이 변경되었고 규정도 일부 개정됐다.[5]
- 상업미술, 공예미술, 공업미술 등 3개 부문 명칭도 시각디자인, 공예디자인, 공업디자인으로 바뀌었는데 상공부에 의하면 이 같은 조치는 현대 디자인의 경향이 미술적 경지를 벗어나 실용과학으로 발전하고 있기 때문에 전람회가 이에 맞추어 새로운 성격으로 발전할 수 있도록 하기 위함이었다.[6]
- 1980년도 제 15회 대한민국산업디자인전람회에서부터는 제 1부 시각디자인 부문, 제 2부 공예부문, 제 3부 제품 및 환경디자인 부문으로 개칭되었다.[7]
- 이후 우수 디자이너의 발굴, 산업계의 디자인에 대한 인식 제고를 통한 제품의 질적 수준 및 부가가치 향상 등으로 국제경쟁력을 확보하고 국가경제의 선진화를 도모하기 위해 산업디자인포장진흥법(1991.7.14)에 의거 한국디자인포장센터를 산업디자인포장개발원으로 확대 개편하였다.[8]
- 이에 따라 1992년의 27회부터는 주최 상공자원부, 주관 산업디자인포장개발원으로 개최되었고, 그리고 1994년도의 29회에서는 제 1부 제품디자인(공예 포함) 외에, 제 2부에는 포장디자인을 신설했고, 제 3부에는 환경디자인, 제 4부에는 시각디자인으로 부문을 개정하였다.[9]

### 대한민국디자인전람회(2007년~2019년, 제42~54회)
- 산업디자인진흥법 제5조[10] 및 동법 시행령 제8조[11]에 의거 개최하며 출품부문은 제품디자인, 시각/정보디자인, 디지털미디어/콘텐츠디자인, 공간/환경디자인, 패션/텍스타일디자인, 서비스디자인, 산업공예디자인 총 7개로 구성되어 있다.[1]

### DK어워드 대한민국디자인전람회(2020년~,제55회~)
- 2020년부터 대한민국디자인전람회는 KIDP가 주관하는 디자인 수상 행사를 아우르는 서브브랜드인 ‘DK어워드’를 구성하는 한 부문으로 자리 잡게 되었다. 또한, 한국청소년디자인전람회는 대한민국디자인전람회 youth 부문으로 통합되어 운영된다.[1]

## 갤러리

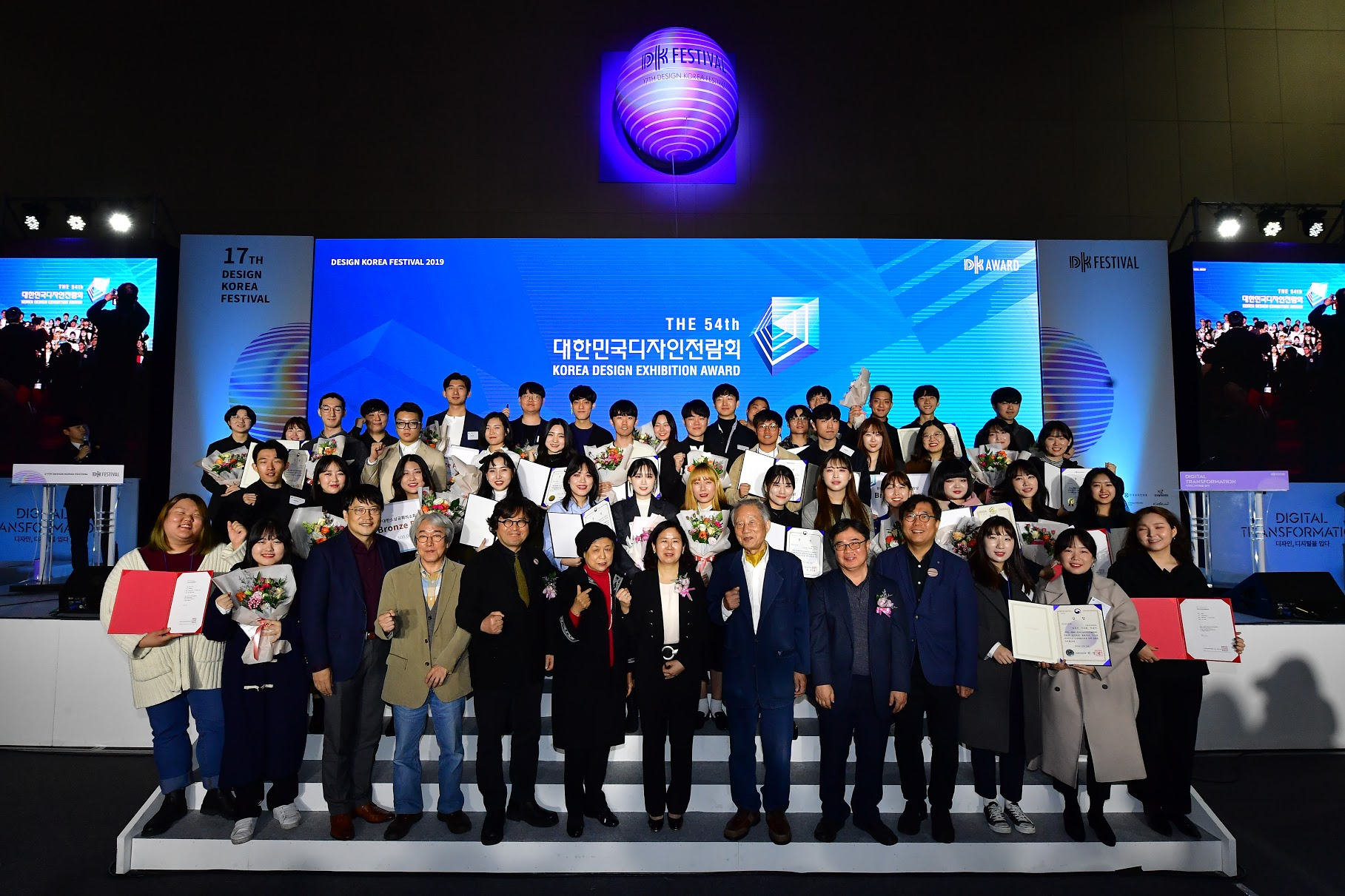
제55회 대한민국디자인전람회 포토존 (2020년)
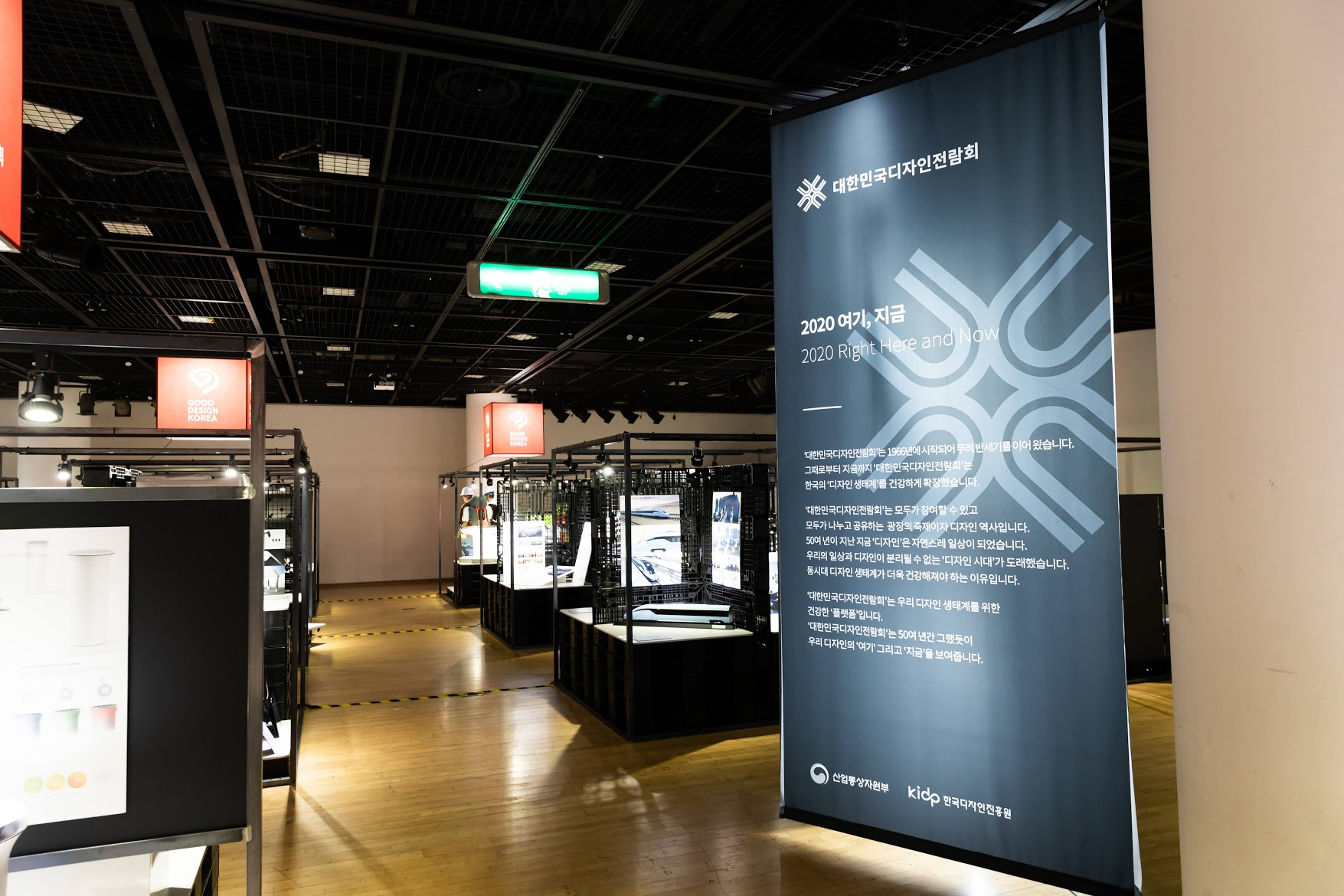
제55회 대한민국디자인전람회 전시 (2020년)